# Hauptpost Rostock
Die Hauptpost Rostock (erbaut als Kaiserliches Postamt) war ein Gründerzeitgebäude an der Wallpromenade zwischen Blücherstraße und Königsstraße.

## Geschichte

### Oberpostamt
Mecklenburgs Postwesen erfuhr ab 1826 einen Aufschwung, als die ersten Landstraßen als Fernchaussee ausgebaut wurden. Dadurch verdoppelte sich neben dem Handelsverkehr auch der Postverkehr. Berittene Boten erreichten schneller ihr Ziel und Postkutschen lieferten bald täglich statt einmal wöchentlich die Post aus. Aufgrund des gesteigerten Postverkehrs erwies sich das Rostocker Postamt am Vogelsang 12 als zu klein. Daher erwarb die Mecklenburgische Staatspost 1834 ein repräsentatives Gebäude in der Krämerstraße 19 und richtete dort ein Oberpostamt für den Distrikt Rostock ein. Die Eröffnung der Mecklenburgischen Eisenbahn im Mai 1850 machte Postlieferungen dann zweimal täglich möglich. 1854 erfolgte der Einbau der ersten Telegrafenstation im Oberpostamt. 1868 ging das Posthaus in den Besitz des Norddeutschen Bundes, 1871 in die Deutsche Reichspostverwaltung über. Auf dem Gelände des Oberpostamtes in der Krämerstraße waren nach mehreren Umbauten keine Erweiterungsbauten mehr möglich, daher setzte sich der Großherzoglich mecklenburgische Oberpostamtsdirektor Friedrich Flügge für den Neubau eines Postamtes am Rosengarten ein.

### Hauptpostamt

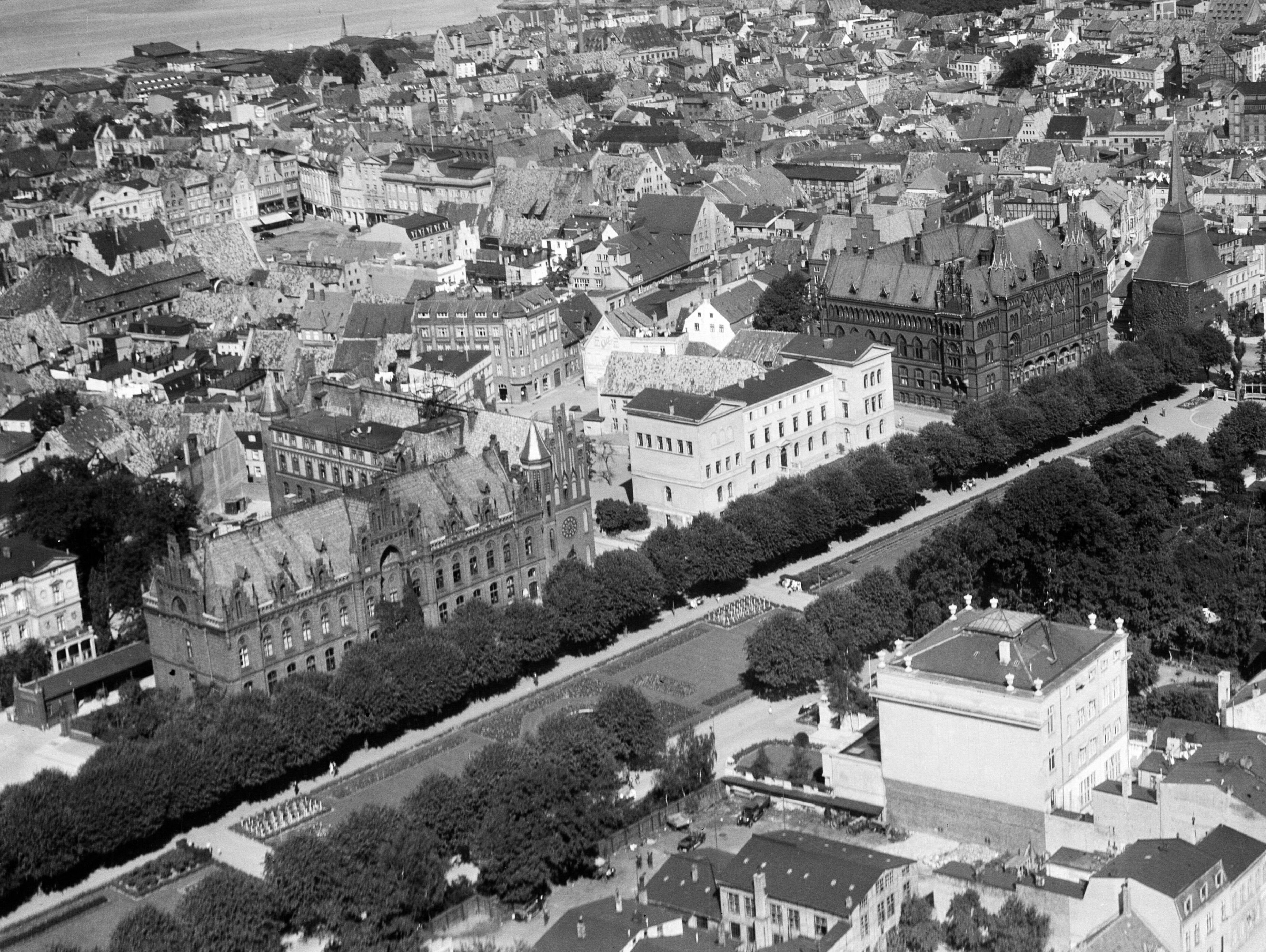
Hauptpostamt (links) an der Wallstraße, 1931

Zwischen Mai 1879 und August 1881 wurde das „Kaiserliche Postamt“ im neogotischen Stil nach Plänen der Berliner Architekten Walter Kyllmann und Adolf Heyden errichtet, die Ausführung erfolgte unter der Leitung von Postbaurat Wolff von der Oberpostdirektion Stettin. Die Baukosten für das historisierende Postgebäude betrugen 318.400 Mark.
Das Postamt bestand aus einem zweigeschossigen Hauptgebäude und einem eingeschossigen Nebengebäude, einer Wagenhalle und dem geräumigen Posthof. Der Hauptgiebel des Gebäudes zeigte zum Rosengarten. In der Mitte der Vorderfront befand sich der Haupteingang, in dessen Oberlicht eine Uhr mit transparentem Zifferblatt eingelassen war. Durch den Haupteingang gelangte man in eine geräumige Halle mit 10 Postschaltern.
Im ersten Stock befanden sich Büros, die Dienstwohnung des Amtsvorstehers und der Telegrafensaal. Ende 1888 ging im Kaiserlichen Postamt Rostock die erste öffentliche Fernsprecheinrichtung in Betrieb. Zwei Jahre später gab es in Rostock bereits rund 150 Fernsprechanschlüsse.

### Telegraphenamt
Rostock war bis zur Jahrhundertwende sowohl flächen- als auch bevölkerungsmäßig stark gewachsen. Damit war auch ein erheblicher Anstieg der klassischen Postdienste wie Briefe, Paket- und Geldsendungen verbunden, ebenso stieg der Bedarf im Telefon- und Telegrafendienst. Im April 1904 erteilte die Postverwaltung die Baugenehmigung für den Erweiterungsbau nach Entwürfen von Baurat Möckel. Die Bauausführung und der Umbau der Schalterhalle im Hauptpostamt wurde der Baufirma von Maurermeister Heinrich Quade übertragen. Das „Kaiserliche Telegraphenamt“ wurde als viergeschossiges Backsteingebäude mit zum Hauptgebäude passenden neogotischen Schmuckelementen errichtet und am 20. März 1906 eingeweiht. Ein Zwischenflügel mit Eckturm gewährleistete den Übergang zum Hauptgebäude. Im Erdgeschoss des Erweiterungsbaus befand sich das Paketpostamt, in dessen Schalterhalle Pakete angenommen und ausgegeben, Renten und Postschecks ausgezahlt und Frankaturen verkauft wurden.

## Kriegszerstörung
Vor dem Zweiten Weltkrieg befanden sich in der Wallstraße das Rostocker Ständehaus, die 1844 eingeweihte Friedrich-Franz-Knabenschule und spätere Knabenmittelschule, die Hauptpost mit Telegraphenamt und ein Gymnasium. Nach den Luftangriffen auf Rostock im April 1942 waren nur das Gymnasium und das Ständehaus erhalten geblieben, die Knabenmittelschule und das Hauptgebäude der Post wurden zerstört. Das Dachgeschoss des Telegrafenamtes brannte vollständig aus, das Gebäude konnte nach einer Notüberdachung aber wieder genutzt werden. Wegen akutem Raummangel wurde bei der noch vorhandenen Paketschalterhalle die offene Hallenstruktur aufgegeben und in kleinere Räume unterteilt.
Zur Aufrechterhaltung des Postbetriebes stand an der Wallstraße ein mobiles Notpostamt zur Verfügung, auf dem von Trümmern freigeräumten Glatten Aal konnte bereits 1943 ein aus mehreren Baracken bestehendes Notpostamt eingerichtet werden.

## Nachkriegszeit
Auf den Grundmauern der Hauptpost entstand Mitte der 1950er Jahre der Neubau des Fernmeldeamtes Rostock. Das erhaltene Telegrafenamt an der Buchbinderstraße wurde in den Bau einbezogen, dabei wurde das Dachgeschoss aufgestockt, die Fassade grob verputzt und farblich an den Neubau angepasst. Nach der Deutschen Wiedervereinigung nutze die Telekom den gesamten Gebäudekomplex bis Mitte der 1990er Jahre.
Das denkmalgeschützte Telegrafenamt an der Buchbinderstraße ist nach jahrzehntelangem Leerstand und erheblichem Verfall aufwändig saniert und zu einem Wohn- und Geschäftshaus umgebaut worden. Dabei konnte die ehemalige Paketschalterhalle wieder freigelegt werden. Der Verbindungsbau zwischen Telegrafenamt und Fernmeldeamt wurde abgerissen, an seiner Stelle steht nun ein Wohngebäude mit Penthouse.

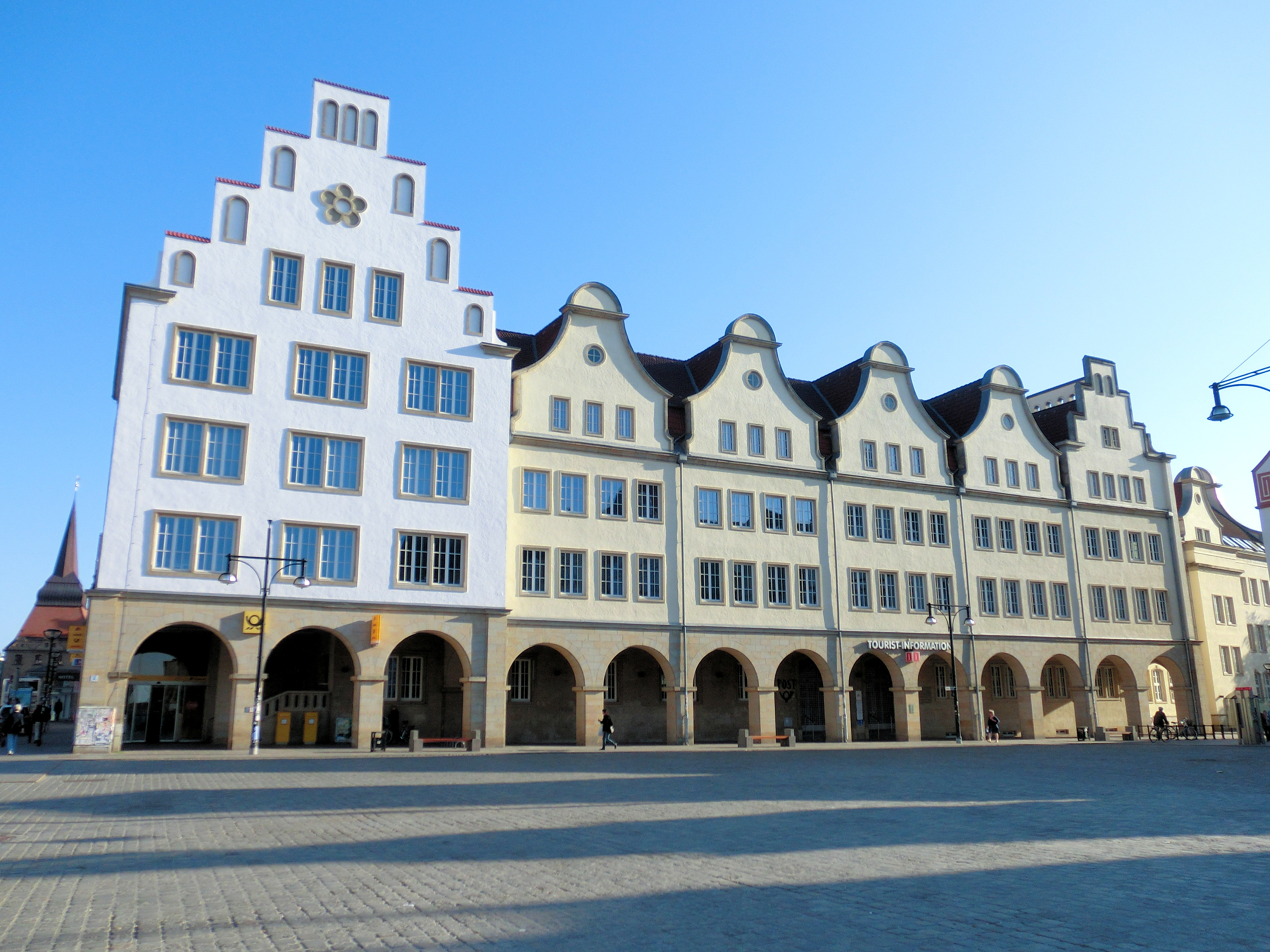
Hauptpost Rostock am Neuen Markt, 2011

## Postamt am Neuen Markt
In den Jahren 1953 bis 1956 ist am Neuen Markt für das am Rosengarten zerstörte Postamt ein neues Postgebäude errichtet worden. Der Ziegelbau mit teilweiser Sandsteinverkleidung, auffallender Giebelfassade und Arkaden an der Marktseite entstand nach Entwürfen des Architekten Heinz Pätzold und steht heute unter Denkmalschutz.
Zum 3. Oktober 1990 wurde im Zuge der Deutschen Wiedervereinigung gemäß Artikel 27 des Einigungsvertrages die Deutsche Post mit der Deutschen Bundespost verschmolzen. Das Rostocker Postamt wurde in die Deutsche Bundespost eingegliedert und ist seit 1995 der Deutsche Post AG zugehörig. Die Deutsche Immobilien GmbH ließ das Postgebäude von 1999 bis 2002 umbauen und modernisieren. Nach der umfangreichen Sanierung übernahm die Hansestadt Rostock im April 2002 den Gebäudekomplex mit einer Nutzfläche von 7161 Quadratmetern und brachte darin das Ortsamt Mitte sowie eine Touristen-Information unter. Nur noch ein Teil des Gebäudekomplexes wird heute als Postbank und Postfach-Filiale genutzt.